# Rock & Graner

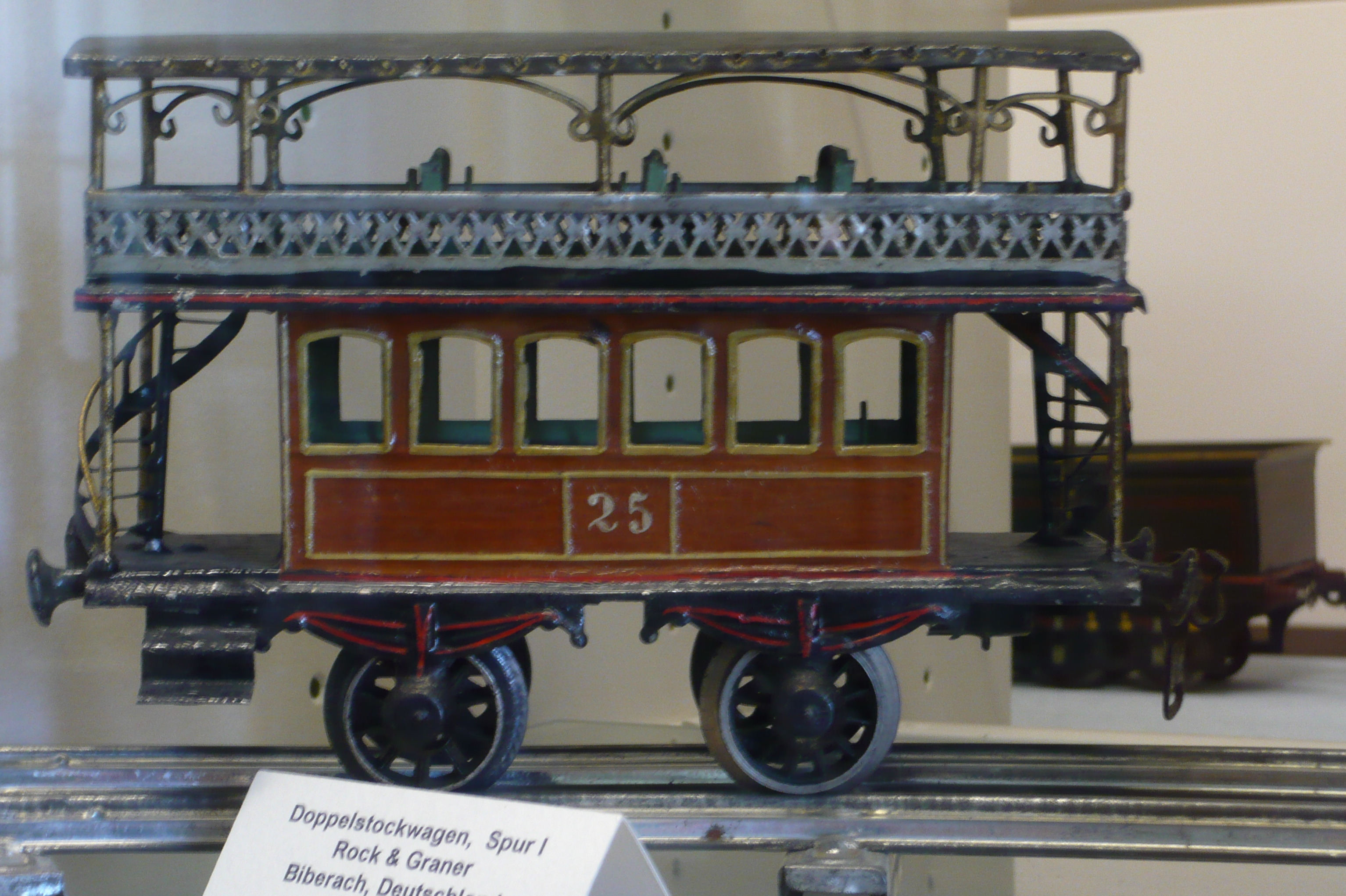
Doppelstockwagen in Spur 1 aus der Zeit um 1895 im Zürcher Spielzeugmuseum

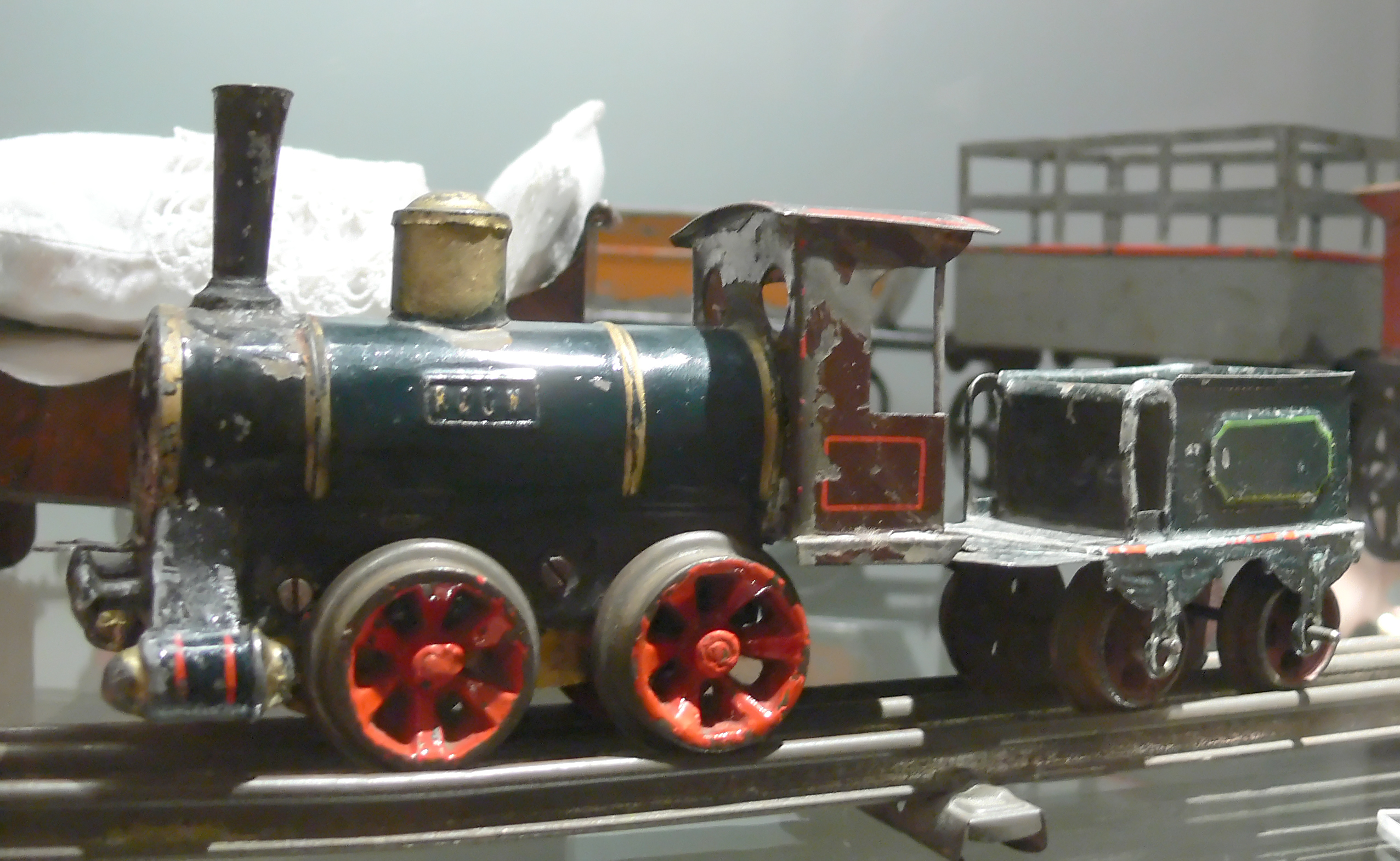
Lokomotive aus der Zeit um 1900 im Braith-Mali-Museum in Biberach an der Riß

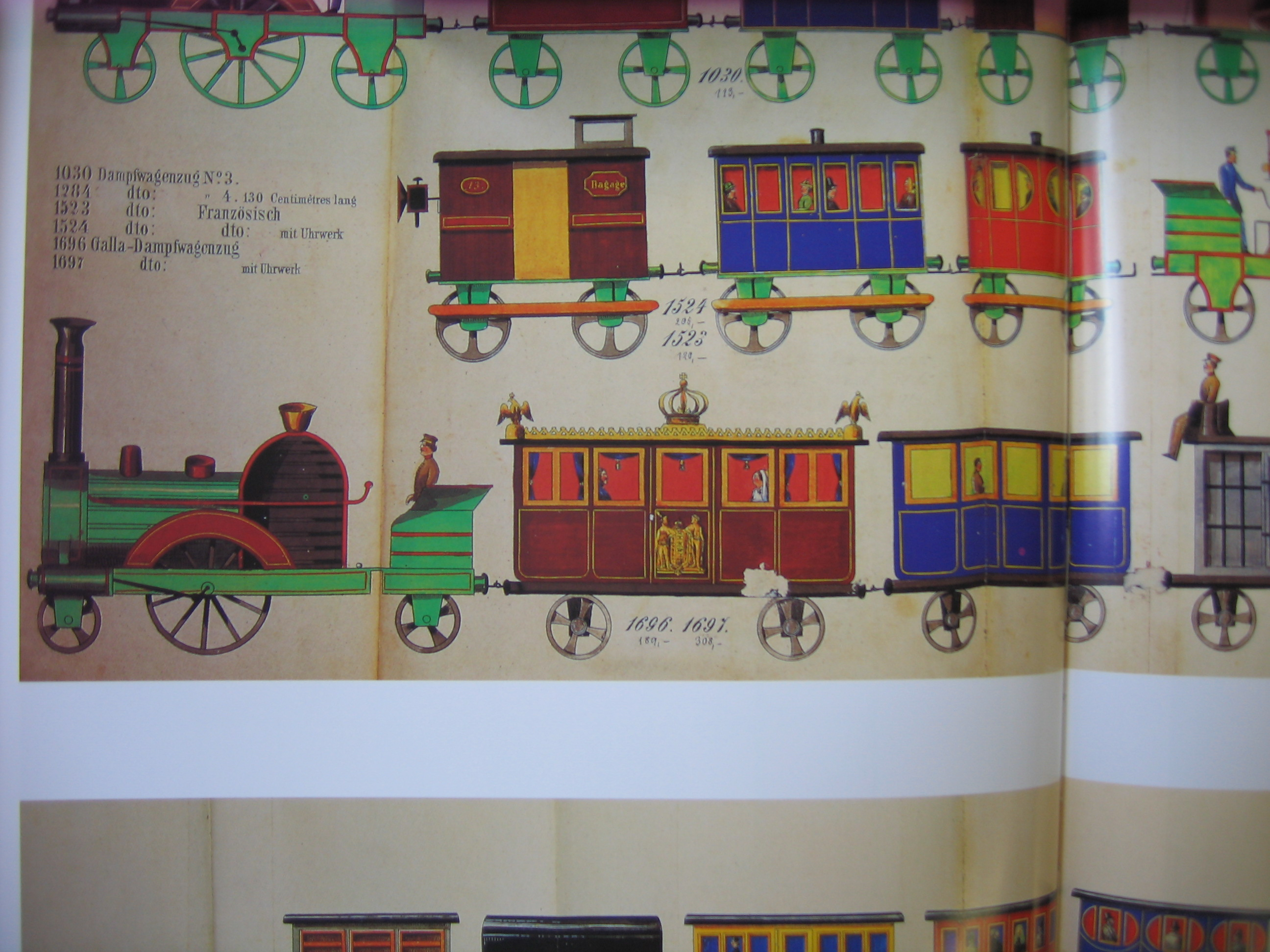
Reprint eines Musterbuchs mit der Zeichnung eines Salonwagens des französischen Kaisers Napoleon III.

Rock & Graner war der Name des wahrscheinlich ältesten Herstellers von Blechspielzeug. Der Sitz des Unternehmens befand sich in Biberach an der Riß in Oberschwaben in Baden-Württemberg.

## Geschichte
Das Unternehmen ging 1813 aus dem älteren Handelshaus Wißhack in Biberach an der Riß hervor. Die Gründer Christoph Gottfried Rock und sein Schwager Johann Wilhelm Graner produzierten Puppenstuben, Spardosen, Blechburgen, Kutschen, Kaleschen und Schiffe.  1826 wurde das Unternehmen von den Brüdern Julius und Heinrich Graner geleitet, nachdem Rock 1825 ausgeschieden war. Um 1837 hatte das Unternehmen zeitweise über 100 Mitarbeiter. Auf der Londoner Weltausstellung 1851 wurden die Produkte des Unternehmens als „mannigfaltig“ und „geschmackvoll“ wahrgenommen.
Nach dem Tod von Heinrich Graner am 6. Juni 1877 wurde am 25. Juni Oskar Graner zu seinem Nachfolger. Ab der Übernahme durch Oscar Egelhaaf am 14. Januar 1896 hieß das Unternehmen Rock u. Graners Nachfolger (R & GN). In dieser Zeit wurde mit der Fertigung von Eisenbahnen in den Nenngrößen 0, 1 und 2 begonnen, die zum Teil mit einem Uhrwerk oder einem Friktionsantrieb betrieben wurden. Zudem wurde bald ein Gebrauchsmuster für die Fernsteuerung von Modelleisenbahnweichen über eine Kombination aus Mechanik und Pneumatik eingetragen.
1904 wurde die Fertigung wegen mangelnder Bestellungen eingestellt. Ein weiterer Grund dürfte der fehlende Umstieg von handwerklicher Produktion zur Industriefertigung gewesen sein, den auch andere Unternehmen damals verpassten. So wurde die Firma Rock u. Graners Nachfolger am 27. April 1907 gelöscht. Einrichtung und Werkzeuge des Unternehmens waren 1905 an den Unternehmer Georg Kühnrich aus Waldheim gegangen, der damit weiterhin Eisenbahnen in Nenngröße 1 und 0 baute. Unter dem Firmenzeichen „Mech. Spielwaren“ bot er ab 1922 Eisenbahnen und Autos mit Uhrwerk an. Mit seinem Tod am 21. Juli 1929 und der letzten Ausstellung auf der Herbstmesse endet die Unternehmensgeschichte.
Im Jahr 1992 tauchten zwei Musterbücher aus der Zeit zwischen 1875 und 1880 im Antiquariatshandel auf. Sie ermöglichen es, dem Unternehmen weitere Produkte zuzuordnen, die man vielleicht nicht mehr an ihrem Markenzeichen erkennt – dem „heraldisch stilisierten steigenden und gekrönten Biber, der eine Fahne mit der Inschrift R. und G.N/1813 in seinen Vorderpfoten hält.“